# Formation territoriale de l'Espagne
De nombreux peuples, au cours de l'histoire de la péninsule Ibérique, ont bâti leurs propres institutions politiques. Certaines ont disparu, d'autres ont évolué, de telle sorte qu'il est difficile de savoir comment et quand est né ce que l'on appelle l'Espagne. Cet article expose les théories les plus diffusées. Celles-ci peuvent se révéler contradictoires ; il est donc nécessaire d'en réaliser une lecture critique.

## L'Antiquité
Le nom d'Ibérie, qui donne son appellation à la péninsule qui abrite l'Espagne et le Portugal, est d'origine grecque, avec une référence probable au fleuve Iber, aujourd'hui l'Èbre.
Occupée initialement par les Phéniciens puis par les Grecs, qui n'en colonisent que les parties côtières, la péninsule est ensuite conquise par les Romains, conquête qui prend à ces derniers plus de deux siècles.

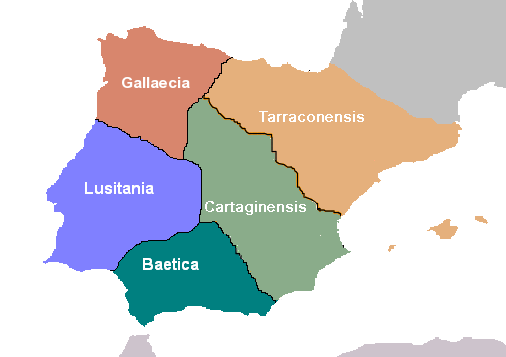
Division de l'Hispanie après la réforme de Dioclétien.

À leur arrivée, les Romains baptisent cette terre Hispanie, terme dérivé du phénicien dont la signification est probablement terre de lapins. Ce nouveau nom perdure après l'Empire romain et évolue dans le temps en Spania ou Spanna, puis finalement en Espagne.
Sous l'Empire romain, le diocèse d'Hispanie dépend de la préfecture des Gaules et est divisé administrativement en provinces, dont le nombre et les frontières sont variables dans le temps et dépassent les strictes limites géographiques de la péninsule Ibérique.
Aucune de ces provinces ne coïncide avec les frontières actuelles de l'Espagne et du Portugal, si l'on ne tient pas compte de la frontière naturelle que constitue le fleuve Guadiana. Mais les Portugais assimilent facilement leur pays à la Lusitanie et considèrent que leurs racines viennent de cette ancienne province qui, selon Strabon, occupait les territoires du Portugal et de la Galice actuels, mais qui en réalité couvrait l'Ouest de la péninsule, y compris une partie du León et de l'Estrémadure espagnols, à l'exception du territoire au nord du fleuve Douro, partie intégrante de la Gallaecia.

## Le Moyen Âge

### L'Hispanie des Wisigoths

Le royaume des Wisigoths en l'an 500.

L'installation des Wisigoths en Hispanie établit une unité politique de toute la péninsule et d'une partie du Sud de la France. On peut trouver des références à l'Hispanie romaine mais ces références sont plutôt géographiques puisque le nom du royaume était Royaume des Goths et des Suèves.
Ce royaume est assimilé par certains au premier état espagnol. Des historiens indiquent que la conversion de Récarède Ier au christianisme correspond à la création du premier roi espagnol et que les Wisigoths ont unifié une Hispanie fédérale romaine en royaume centralisé.

### L'islamisation de l'Hispanie
Le dernier roi wisigoth, Rodéric, est battu par les Maures à Guadalete en 711 et la péninsule tombe sous leur contrôle en quelques années. Dès 718 apparaît un mouvement de résistance dans les montagnes des Asturies qui s'étend, plus tard, sur le Nord de la péninsule. Ce mouvement fait naître plusieurs royaumes chrétiens, qui se considèrent comme les héritiers du royaume des Wisigoths et légitiment ainsi la Reconquista.

### Al-Andalus
Le Califat de Cordoue constitue alors un état unique sur les territoires qu'il occupe.
Au début, les royaumes chrétiens européens utilisent la dénomination Spania pour faire référence au territoire occupé par les Maures et non pour se référer aux royaumes chrétiens de la péninsule, la capitale de Spania étant Cordoue. De leur côté, les Maures désignent l'Hispanie romaine sous le nom d'Al-Andalus. Cette expression fait cependant parfois référence uniquement à la zone qu'ils occupent. Les royaumes chrétiens sont appelés Isbaniya.
Plus tard, lors de l'avancée de la Reconquista, ces royaumes chrétiens commenceront à être désignés sous l'appellation de royaumes espagnols.
On peut donc se rendre compte que les références à l'Espagne sont géographiques, que cela soit l'Hispanie romaine, celle des Wisigoths, la Spania des Maures ou l’Isbaniya des premiers royaumes chrétiens.

### LaReconquista- Les royaumes chrétiens

Royaumes chrétiens et Al-Andalus (Royaumes des Taïfa) an 1030.

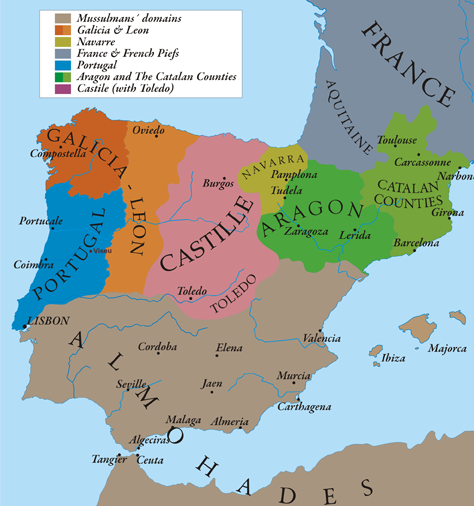
Royaumes chrétiens et al-Andalus (Almohades) an 1210.

Les couronnes de Castille et d'Aragon, et les royaumes de Navarre et de Grenade (1360).

La victoire des chrétiens à Covadonga (722), qui marque le début de la Reconquista, est désignée à l'époque comme le salus Hispaniae (salut de l'Hispanie).
Il se développe une perception d'une évolution des royaumes fractionnés vers une Hispanie unie. Ainsi, en l'an 906, Alphonse III, roi des Asturies commence une de ses lettres par la mention « In Dei nomine Adefonsus pro Chisti natu atque patentia Hispaniae rex. », se proclamant par là roi d'Hispanie.
La Marche hispanique est constituée au début du IXe siècle pour la défense des territoires des Carolingiens. À cette époque, Raimond-Bérenger Ier, comte de Barcelone était connu comme Hispaniae subjugator.
Les royaumes de León, de Castille, de Navarre et d'Aragon se proclament alors reinos hispanos (royaumes hispaniques) ce qui, paradoxalement, ne les empêche aucunement de s'allier occasionnellement à des Maures pour se faire la guerre.
Quand, à l'occasion de successions dynastiques ou de conquêtes, un de ces rois chrétiens dominait la majorité de l'Espagne chrétienne, il se faisait alors appeler Imperator Totus Hispaniae, à l'instar de Sanche III de Navarre, Alfonso VI ou Alphonse VII de Leon.
On peut considérer qu'un concept d'unité existe alors entre les différents royaumes chrétiens, fondé sur une idée unitaire de l'Hispanie héritée des Wisigoths et des Romains. Cependant, on est encore loin de l'existence d'un État unique, même dans le cas de Sanche le Grand puisqu'à sa mort, les royaumes acquis sont partagés entre ses fils par volonté testamentaire.
Cette perception d'unicité du territoire se retrouve au XIIIe siècle, dans les écrits du roi Alphonse X de Castille : « Este es el libro de las leyes que fizo el muy noble rey don Alfonso, (…), bisnieto de don Alfonso, Emperador de España (…) » (« Ceci est le livre des lois faites par le très noble roi don Alfonso, (…), arrière-petit-fils de don Alfonso, Empereur d'Espagne »).

## Les rois catholiques
L'historien de cette époque, Hernando del Pulgar, raconte comment, en 1479, le Conseil royal discute de la désignation des rois catholiques comme rois d'Espagne, et décide finalement ne pas utiliser ce titre : « Como quiera que los votos de algunos de su consejo eran que se intitulasen reyes o señores de España, pues sucediendo en aquellos reinos del rey de Aragón, eran señores de toda la mayor parte de ella. Pero entendieron de lo no hacer ».
Cependant, si les rois catholiques ne veulent pas utiliser le titre de Roi d'Espagne, ils utilisent en revanche leur titulature complète :

« Don Fernando é dona Ysabel, por la graçia de dios Rey é Reyna de Castilla, de León, de Aragón, de Seçilia, de Granada, de Toledo, de Valençia, de Gallizia, de Mallorcas, de Sevilla, [de çerdeña], de Córdova, de Corçega, de Murçia, de Jahén, de los Algarbes, de Algezira, de Gibraltar é de las yslas de Canaria, conde é condesa de Barçelona, é señores de Vizcaya é de Molina, duques de Atenas é de Neopatria, condes de Rusellón é de Cerdania, é marqueses de Oristán ó de Goçiano »

et acceptent en tant que tels les hommages vassaliques associés.
En 1485, Fray Ambrosio Montesino écrit les couplets de In Honore Sancti Johanis Evangelista, « por mandado de la reyna de españa nuestra señora » (selon les ordres de la Reine d'Espagne, notre Dame).
En 1493, le gouvernement municipal de Barcelone parle du roi Ferdinand comme le « rey de Spanya, nostre senyor ».
Dans El recebimiento que se fizo al rey don Fernando en Valladolid, ce roi est également cité comme roi d'Espagne.

« Esto digo porque en todas las çibdadese e villas de nuestra spaña lean e vean el reçebimiento de la muy noble e muy leal villa hecho al muy alto e muy poderoso don Fernando Cathólico, rey despaña. rey de las dos Cecilias e de Iherusalen. Porque leyendo sepan lo que en ella se fizo e uiendo a su alteza nos ymiten con seruiyios muy más altos: pues no son para el más alto prinçipe de los que hauemos leydo ni visto. Martes a teynta días de enero día tan alegre e sereno que bien se mostró el rey del cielo servido en que síruiessemos al rey de la tierra: año de quinientos e nueve entre la una e las dos su alteza llegó a media legua de la villa donde la fiesta se començo. »

Sous le règne des rois catholiques, la politique étrangère, les finances royales et l'armée sont unifiées. Les monarques respectent les lois et privilèges de leurs différents royaumes mais réservent à la Couronne les thèmes politiques et agissent de concert dans les affaires intérieures et étrangères. Aucun des deux rois n'était propriétaire des royaumes apportés par son conjoint. La reine Isabelle établit dans son testament que son héritière est sa fille Jeanne et que son mari, Ferdinand, serait le régent si Jeanne « ne veux pas ou ne peut pas comprendre le gouvernement de ses royaumes », ce qui semble signaler qu'Isabelle avait déjà connaissance de la folie de sa fille.
Ainsi, même si les rois catholiques n'ont pas voulu adopter officiellement le titre de Rois d'Espagne, ils l'étaient de facto et on peut considérer l'ensemble de royaumes qu'ils gouvernaient comme la première ébauche de l'Espagne actuelle.
Dans les pouvoirs que Ferdinand délègue à son épouse Isabelle, il indique : « Podáis en todo caso, cualesquier castillos y fortalezas, incluso aunque se tengan al uso y costumbre de España, pedirlos a sus alcaldes, castellanos, vicecastellanos y guardianes, y en vuestras manos haberlos, tenerlos y encomendarlos a ellos o a otros, a quien quisierais. » (« Vous devez pouvoir en tout cas, et dans n'importe lesquels des châteaux et forteresses, même si nous les possédons grâce aux us et coutumes de l'Espagne, … »)).
Cette époque est une période-clé de l'histoire de l'Espagne qui devient désormais commune à tous les royaumes de la péninsule. En excluant les différences structurelles et d'organisation des différents royaumes tout le long de l'histoire, l'Espagne, comme ensemble, a alors des intérêts internationaux partagés par chacun de ses composantes et tant les succès que les échecs enrichissent ou pénalisent l'ensemble de la nation espagnole.

## La Maison d'Autriche

### L'arrivée des Habsbourg: Charles Ieret Philippe II

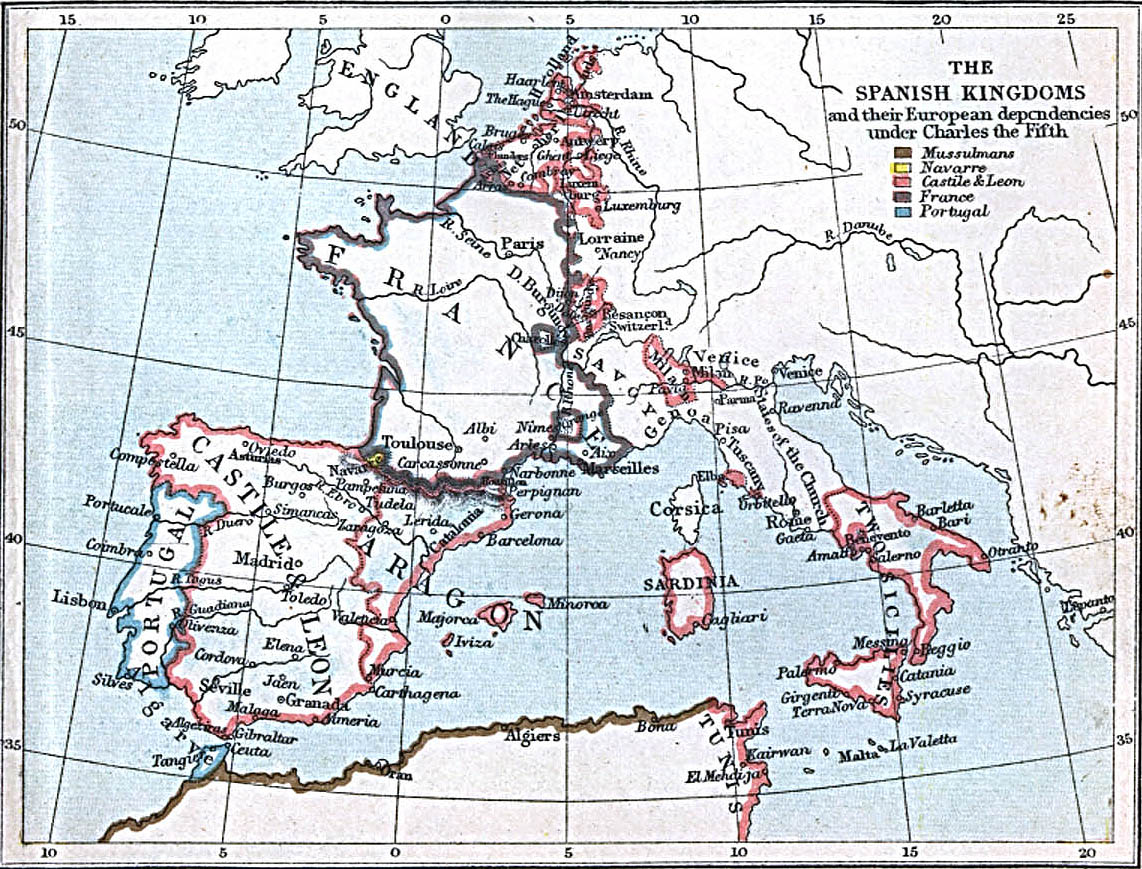
Royaumes espagnols et domaines européens sous Charles Ier.

#### Le roi étranger
À son arrivée en Espagne, Charles Ier (plus connu sous le nom de Charles Quint) est reçu avec une certaine hostilité, principalement parce qu'il parle mal le castillan et que les postes importants de son gouvernement sont occupés par des Flamands. Au début de son règne, il rencontre l'opposition ferme des Cortes de Castille qui lui refusent les subventions qu'il demande et lorsqu'il réussit à soudoyer des représentants à ces Cortes, ces derniers se font agresser par le peuple. La Castille, à ce moment-là, est une des régions les plus riches et les plus dynamiques d'Europe : la soumission des Cortes est, pour Charles Quint, une condition sine qua non pour accéder à ses richesses. La défaite des comuneros constitue le prétexte idéal pour réduire les Cortes de Castille à un rôle purement consultatif.
Quelques années après avoir accédé au trône d'Espagne, Charles Ier est élu - au détriment du roi de France François Ier - empereur du Saint-Empire romain germanique. L'Espagne se trouve alors de fait entraînée dans une perspective impériale qui ne suscite guère l'enthousiasme, ce qui, à longue échéance, sera la cause principale de la grave crise castillane du XVIIe siècle. Les guerres des comuneros et des Germanías peuvent être alors considérées comme les preuves de l'opposition à l'idée impériale, tant en Castille qu'en Aragon.
Après la guerre des Germanias, et pour éviter la contagion à tous les royaumes dépendant de la couronne d'Aragon, Charles Quint décide de respecter dorénavant leurs lois et, au contraire de ce qu'il fit en Castille (à l'exception des provinces basques et de la Navarre), il maintient la séparation des pouvoirs de chaque royaume - tout en se réservant la nomination d'un tiers des députés de chaque Parlement (procédure appelée el brazo real, littéralement la main royale). Ce droit de nomination est justifié par la nécessité de recueillir l'accord des Cortes - comme en Castille - pour pouvoir disposer des ressources humaines et économiques de chaque royaume. La préoccupation principale des Espagnols était que le roi se préoccupe des besoins et intérêts des royaumes d'Espagne et non qu'un empereur dépense les richesses et entraîne les armées de ces royaumes dans des guerres lointaines.

#### Le roi espagnol
Après ces bras de fer, Charles Ier doit prouver son hispanité et à cette fin passe en Espagne les sept années qui suivent la révolte des comuneros. La langue utilisée par la Cour et par le roi est le castillan et Charles se marie à la princesse Isabelle de Portugal. Ces actes satisfont à la fois ses vassaux espagnols et son peuple dont il finit par acquérir la loyauté.
Comme pour les rois catholiques, les vassaux de Charles Ier s'adressent à lui en utilisant le titre de roi d'Espagne, comme on peut le lire dans les Actas de las Cortes de Santiago y La Coruña de 1520 dans lesquels l'évêque de Badajoz écrit : « y nuestro Rey de España es fecho par la gracia de Dios, Rey de Romanos y Emperador del mundo » (et notre roi d'Espagne est fait par la grâce de Dieu, Roi des Romains et empereur du monde).
Il fait frapper à Barcelone des pièces de monnaie avec la légende suivante : « CAROLUS QUINTUS IMPERATOR, Hispaniarum et utrusque Sicilie rex ».
Il y a alors unanimité à désigner Charles Ier comme roi d'Espagne ou roi des Espagnes :
- Lope de Vega le cite comme roi d'Espagne ;
- à Los Reales alcázares de Séville, la Porte du Privilège porte les armes impériales avec l'aigle bicéphale en un ruban rouge avec l'inscription : « CAROLUS V IMPERATOR HISPANIARI REX »[12] ;
- en l'an 1994, l'université de Grenade crée sa médaille d'or qui porte le texte suivant : « CAROLUS ROMANUS IMPERATOR SEMPER AUGUSTUS HISPANIARUM REX FUNDATOR UNIVERSITATIS GRANATENSIS ».

En 1520, il reconnaît comme « Grands d'Espagne » les 25 titulaires des titres de noblesse principaux et les plus anciens de l'Espagne d'alors.
Après Charles Ier, tous les rois d'Espagne de la maison d'Autriche utilisent comme titre abrégé roi des Espagnes ou roi des Espagnes et des Indes et emploient leur titulature complète (de roi de Castille à seigneur de Molina) pour les occasions solennelles.
À l'époque de Charles Ier, l'Espagne est un état indépendant, considéré comme tel par ses souverains et son peuple, qui inclut tous les royaumes de la péninsule à l'exception du Portugal, et qui impose à ces royaumes leur politique étrangère tout en respectant leurs lois propres. L'Espagne n'est pas non plus considérée comme une partie du Saint-Empire romain germanique même si elle aide son roi dans les guerres impériales qu'il mène.

### Philippe II
Dès sa naissance, Philippe II est titré « Prince des Espagnes ». Ses titres officiels sont alors prince des Asturies, prince de Gérone et héritier des royaumes de Castille, Aragon, etc.
À la différence de son père Charles Quint, Philippe II est un roi né et élevé en Espagne : sa politique est plus tournée vers les intérêts de ses royaumes alors que Charles Quint utilisait l'Espagne, et plus principalement la Castille, comme une source de revenus pour son projet impérial et ses interminables guerres européennes.
Philippe II se doit de tenir compte des particularités des royaumes et provinces espagnols, ce qui pousse son père à lui écrire, de Palamós le 4 mai 1543, les Instructions de Charles V à Philippe II dans lesquelles on peut, entre autres choses, lire ce conseil :
« He ordenado aquí el Consejo de Aragón, y también se os harán instrucciones sobre la gobernación de los reinos de la Corona y sobre la manera del firmar, a lo cual me remito, y usaréis conforme a lo contenido en ellas y a lo susodicho. Salvo os aviso que es necesario que en ello seáis muy sobre aviso, porque más presto podríades errar en esta gobernación que en la de Castilla, así por ser los fueros y constituciones tales, como porque sus pasiones no son menores que las de otros, y ósenlas más mostrar y tienen más disculpas, y hay menos maneras de poderlas averiguar y castigar. » (« J'ai ordonné ici le Conseil d'Aragon, et il y aura aussi des instructions sur la gouvernance des royaumes de la Couronne (…) »).
Il utilise, à l'instar de Charles Quint, le titre abrégé de roi des Espagnes ou de roi des Espagnes et des Indes comme on peut le voir sur les pièces de monnaie du royaume. Pour les occasions solennelles, il utilise sa titulature complète (de roi de Castille à seigneur de Molina).

#### L'annexion du Portugal
En 1580, Philippe II hérite de la couronne du Portugal où il est connu comme Philippe Ier. Les Habsbourg dominent alors la totalité de la péninsule Ibérique pendant les 60 années suivantes.

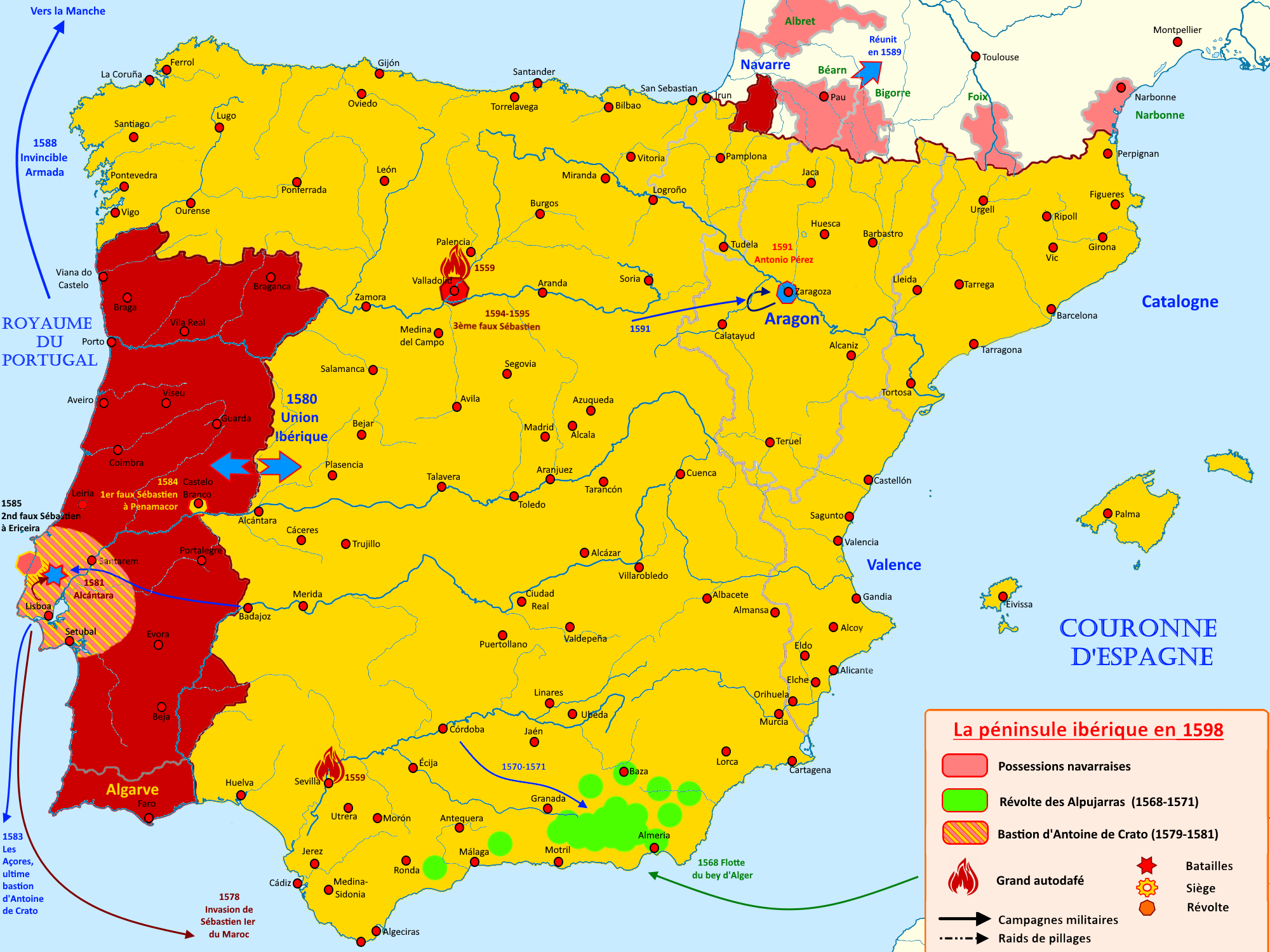
La guerre de succession portugaise de 1580
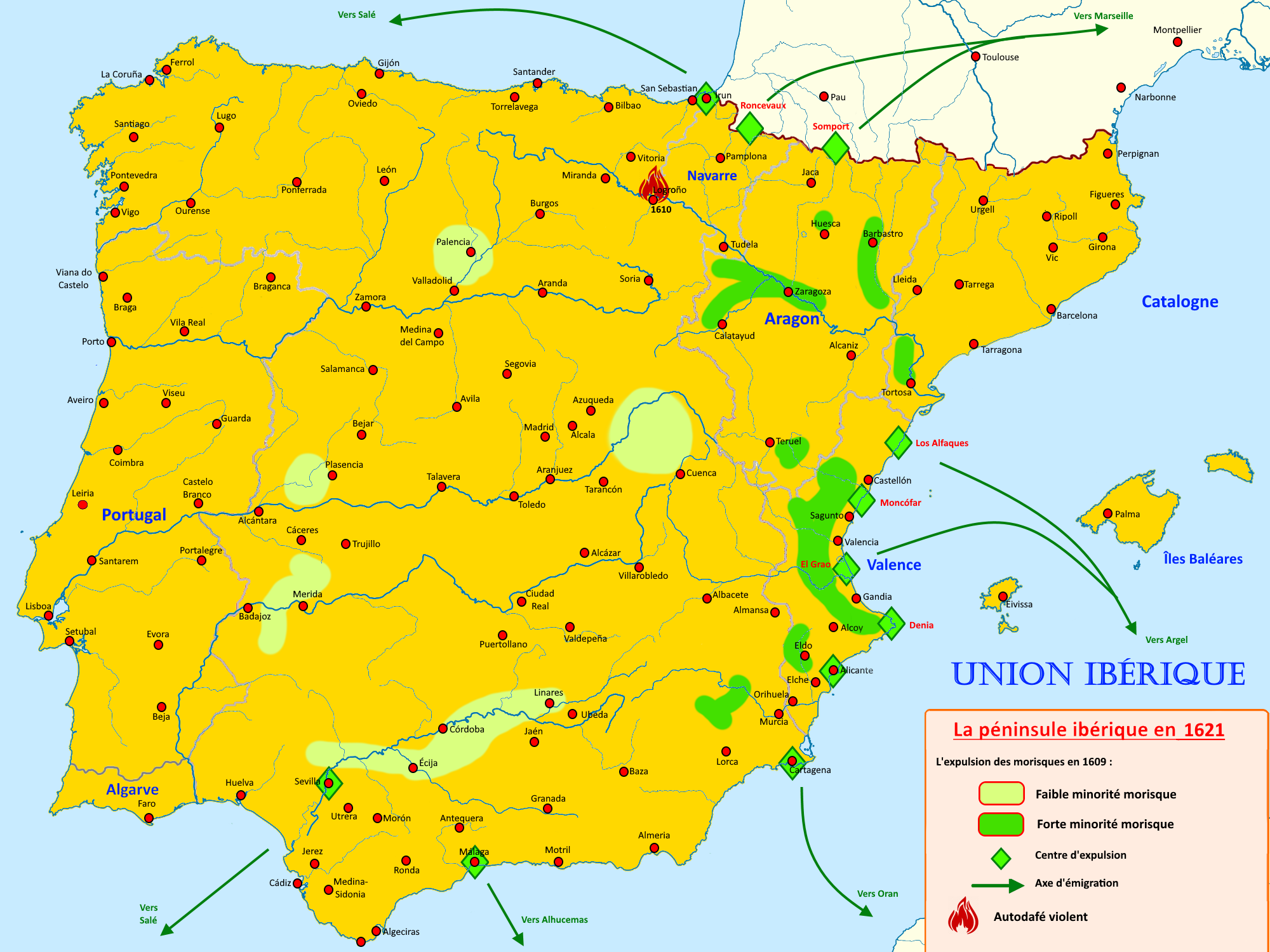
L'union ibérique sous Philippe III

### Tentatives de centralisation et résistances
Dans l'Espagne des Habsbourg, chaque royaume ou province possède ses propres lois et constitutions (Fueros, usages, etc.) et est séparé de ses voisins par des frontières douanières.
Baltasar Gracián écrit :
« en la Monarquía de España, donde las provincias son muchas, las naciones diferentes, las lenguas varias, las inclinaciones opuestas, los climas encontrados, así como es menester gran capacidad para conservar, así mucha para unir » (« dans la Monarchie d'Espagne, où les provinces sont multitude, les nations différentes, les langues variées, les inclinations opposées, et les climats contrastés, autant il est nécessaire une grande capacité pour la conserver, tant plus pour l'unir. »)
Selon François de Gilabert :
« La monarquía de España, por ser tan extendida, se forma de diversos temperamentos de tierras, cuyas calidades dan diversas inclinaciones a sus habitadores. » (« La monarchie espagnole, pour être si étendue, est formée de territoires de différents tempéraments, dont les qualités donnent des inclinaisons différentes à leurs habitants. »)
Le pouvoir royal est plus absolu sur la Castille que sur le reste des royaumes : en effet, le roi doit respecter les lois particulières (fueros) des Couronnes d'Aragon, de Navarre, des provinces vascongadas, du Portugal, de Flandres, etc. La monarchie cherche donc à homogénéiser l'ensemble par l'application des lois castillanes aux autres royaumes. Reste que personne n'est favorable à cette homogénéisation, y compris la Castille : seule l'équité fiscale est désirée. Le Conseil des Finances l'indique d'ailleurs en 1622 :
« El mayor beneficio de las fronteras son las provincias mismas, y por ello, es razonable el mantenerlas, si bien Castilla no debe llevar en solitario la carga fiscal […] los castellanos están oprimidos y ahogados en tributos » (« Le plus grand bénéfice qu'apportent les frontières sont les provinces elles-mêmes, et c'est pour cela qu'il est raisonnable de les maintenir, bien que la Castille ne doit pas supporter seule les charges fiscales (…) les Castillans sont sous oppression et noyés sous les impôts. »)
Dans les dépenses de l'empire espagnol, la Castille supporte seule le poids énorme des dépenses militaires. La Couronne de Castille considère par conséquent qu'il y a dysfonctionnement fiscal et cherche le partage de ces charges, comme on peut le lire dans les actes de la réunion des Cortes de Castille en 1622 :
« La mejor solución sería un acuerdo mediante el cual los reinos y provincias de Aragón, Portugal, Navarra, Vizcaya y Guipúzcoa hagan una contribución equivalente de tropas, pues aunque todas se benefician de la defensa y conservación de la monarquía es un hecho que han escapado a sus costes. No hay justificiación para la exención. Por justicia natural, todos los que se benefician de algo común deben realizar sus apropiadas contribuciones. Es más, no poseen fueros o leyes que les conceda esa exención, y si el caso fuera, no sería justo invocarlas » ((« La meilleure solution pourrait être un accord par lequel les royaumes et provinces d'Aragon, Portugal, Navarre, Biscaye et Guipúzcoa fassent une contribution équivalente de soldats, puisque, bien que toutes profitent de la défense et conservation de la monarchie, il est un fait établi qu'elles ne participent pas à ses dépenses. Il n'y a pas de justification à cette exemption. Il est de justice naturelle que tous ceux qui profitent d'un bien commun doivent réaliser les contributions appropriées. En plus, ils ne possèdent pas de lois ni fueros qui leur donne droit à cette exemption, et même s'ils les avaient, il ne serait pas juste les invoquer. »)
Les inégalités et différences ne portent d'ailleurs pas uniquement sur les finances mais également sur les droits et devoirs des citoyens par rapport à leurs institutions.

Ainsi, la nomination de prêtres castillans en Catalogne au XVIe siècle fait naître des arguments de cette teneur : « menjar el pa de nostres fills, beure la sang de nostres pares los cans de Castella ».
Cette situation conduit le comte-duc d'Olivares, Gaspar de Guzmán à proposer une série de projets devant conduire à l'homogénéisation et la centralisation des royaumes hispaniques, en s'inspirant de l'absolutisme monarchique prédominant à l'époque. L'outil principal pour arriver à ces finalités sera l'Unión de Armas (union des armes).
Gaspar de Guzmán, dans ses Papiers remis à Philippe IV sur les matières de gouvernement de l'Espagne et ses attachés, en l'an 1625, après des réflexions préliminaires sur l'importance du fait que tous ses vassaux aient les mêmes droits que les Castillans, afin que ces derniers cessent d'être considérés avec jalousie et rancune dans les autres royaumes d'Espagne, d'Italie et de Flandre, fait au roi cette réflexion, : « Tenga V. M. por el negocio más importante de su Monarquía, el hacerse Rey de España; quiero decir, Señor, que no se contente V. M. con ser Rey de Portugal, de Aragón, de Valencia, Conde de Barcelona sino que trabaje y piense con consejo mudado y secreto, por reducir 'estos reinos de que se compone España, al estilo y leyes de Castilla sin ninguna diferencia, que si V. M. lo alcanza será el Príncipe más poderoso del mundo. » (« V. M. doit considérer que l'affaire la plus importante de votre règne est de vous convertir en roi d'Espagne ; je veux dire, Sire, que vous ne devez pas vous limiter à être le roi du Portugal, de l'Aragon, de Valence, comte de Barcelone, mais que vous devez réfléchier et travailler, dans le plus grand secret et le plus grand silence, à unifier tous ces royaumes qui forment l'Espagne sous les habitudes et lois en vigueur en Castille, sans aucune différence entre eux, et si V. M. réussit à le faire, vous serez le Prince le plus puissant du monde. »)
Cependant, dans les autres royaumes d'Espagne, les intentions d'Olivares sont perçues comme une prétention de la Castille à dominer la totalité de la péninsule.

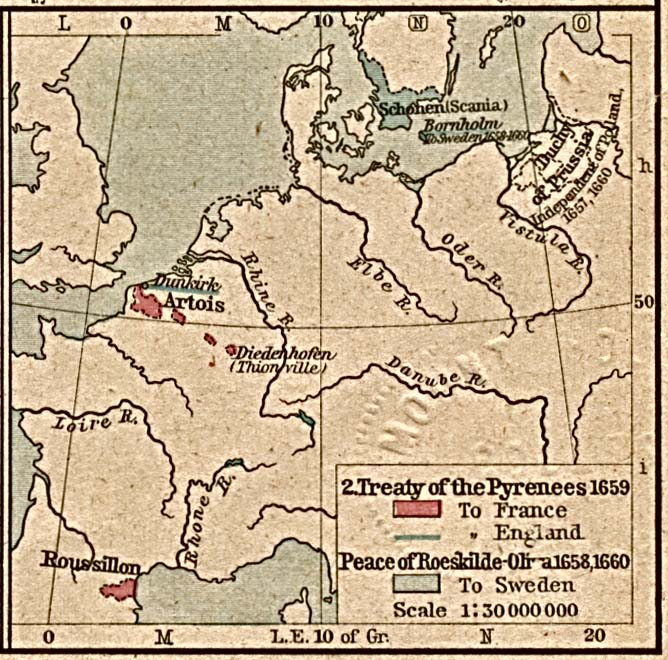
Perte du Roussillon après le traité des Pyrénées.

Les tentatives absolutistes d'homogénéisation des rois Habsbourg reçoivent en réponse les deux grandes révoltes de l'an 1640, la Guerre de Restauration portugaise qui aboutit à son indépendance et le soulèvement de la Catalogne ou guerre des faucheurs pendant la guerre de Trente Ans, au cours de laquelle, après un brève tentative d'instauration d'une République Catalane, les Catalans se soumettent volontairement à la Couronne de France en nommant Louis XIII comte de Barcelone. En 1641, on peut également assister à une tentative indépendantiste en Andalousie, dirigée par le duc de Medina Sidonia.
En l'an 1674, quand les autorités de Cadix essaient, pour commercer avec les Indes, de faire ouvrir un consulat catalan dans cette ville, à l'instar des Français, Génois et autres étrangers, le représentant des marins catalans écrit à la reine : « Tener cónsul en una parte y tierra es por las naciones, que son propiamente naciones, pero no por aquellas que son inmediatas vasallas de una Corona, como lo son las cathalanas de la Real Corona de S. M. (q.D.g.), los quales como a propios vasallos son y se nombran españoles, siendo como es indubitable que Cathaluña es España (…) No ha sido ni es de quitar a los cathalanes al ser tenidos por españoles, como lo son, y no por naciones. » (« Avoir un consul quelque part, c'est pour les nations qui sont réellementdes nations, et non pour celles qui sont directement vasales d'une couronne, comme le sont les Catalans de la Couronne Royale de V.M. (q.D.g.), qui, en tant que vassaux et se désignent comme espagnols, tant il est indubitable que la Catalogne est l'Espagne (…) On n'a pas pu et on ne peut pas ôter aux catalans le fait d'être considérés espagnols, puisqu'ils le sont, et non comme une nation. »)
On pourrait en conclure que le sentiment national espagnol aux temps des Habsbourg est profondément lié à la monarchie. L'organisation est complexe, chaque territoire restant doté de ses propres lois et de son organisation issues du Moyen Âge, et fait naître à plusieurs reprises des confrontations avec une monarchie chaque jour plus influencée par les courants absolutistes européens.

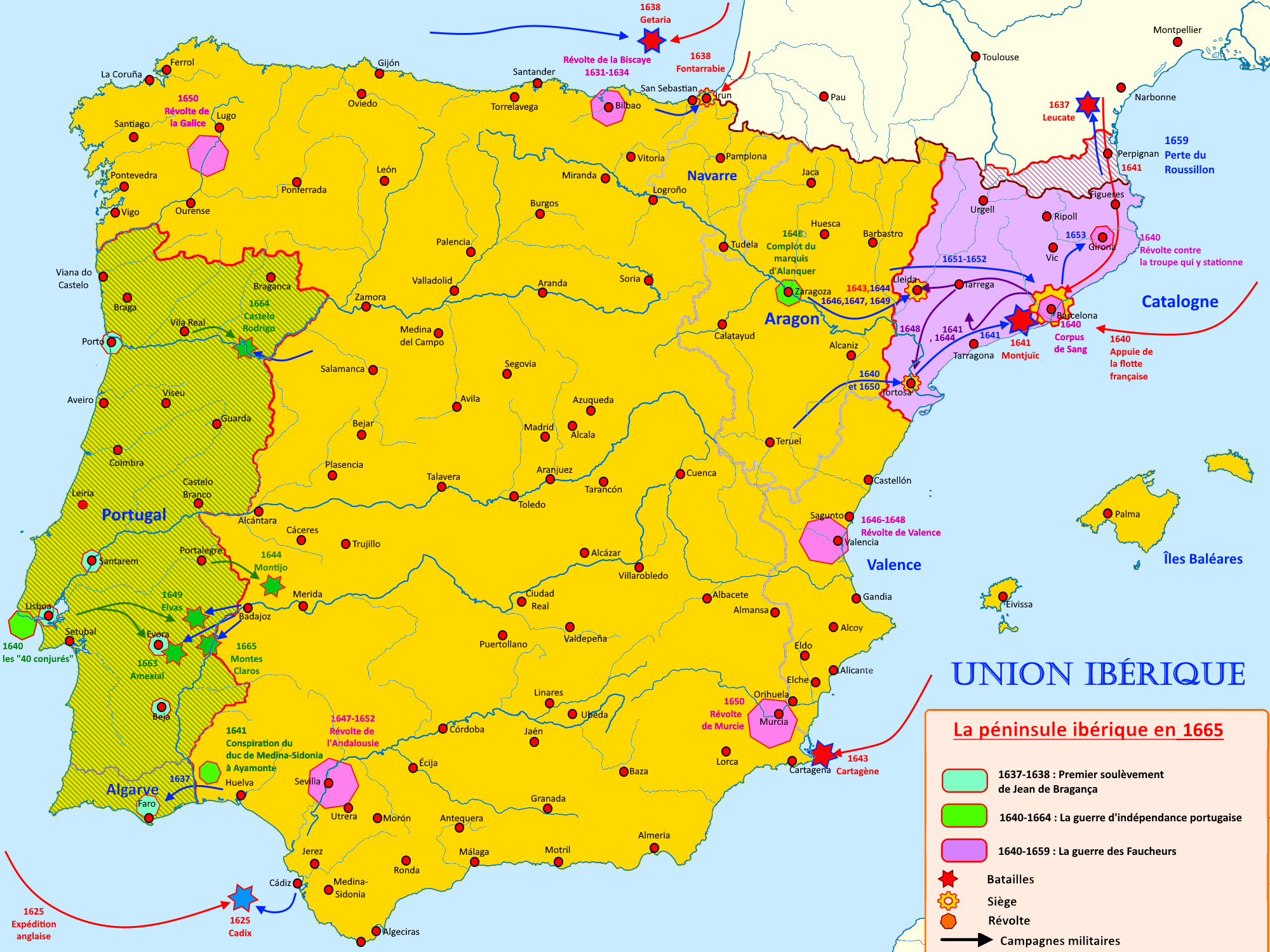
L'Espagne sous Philippe IV
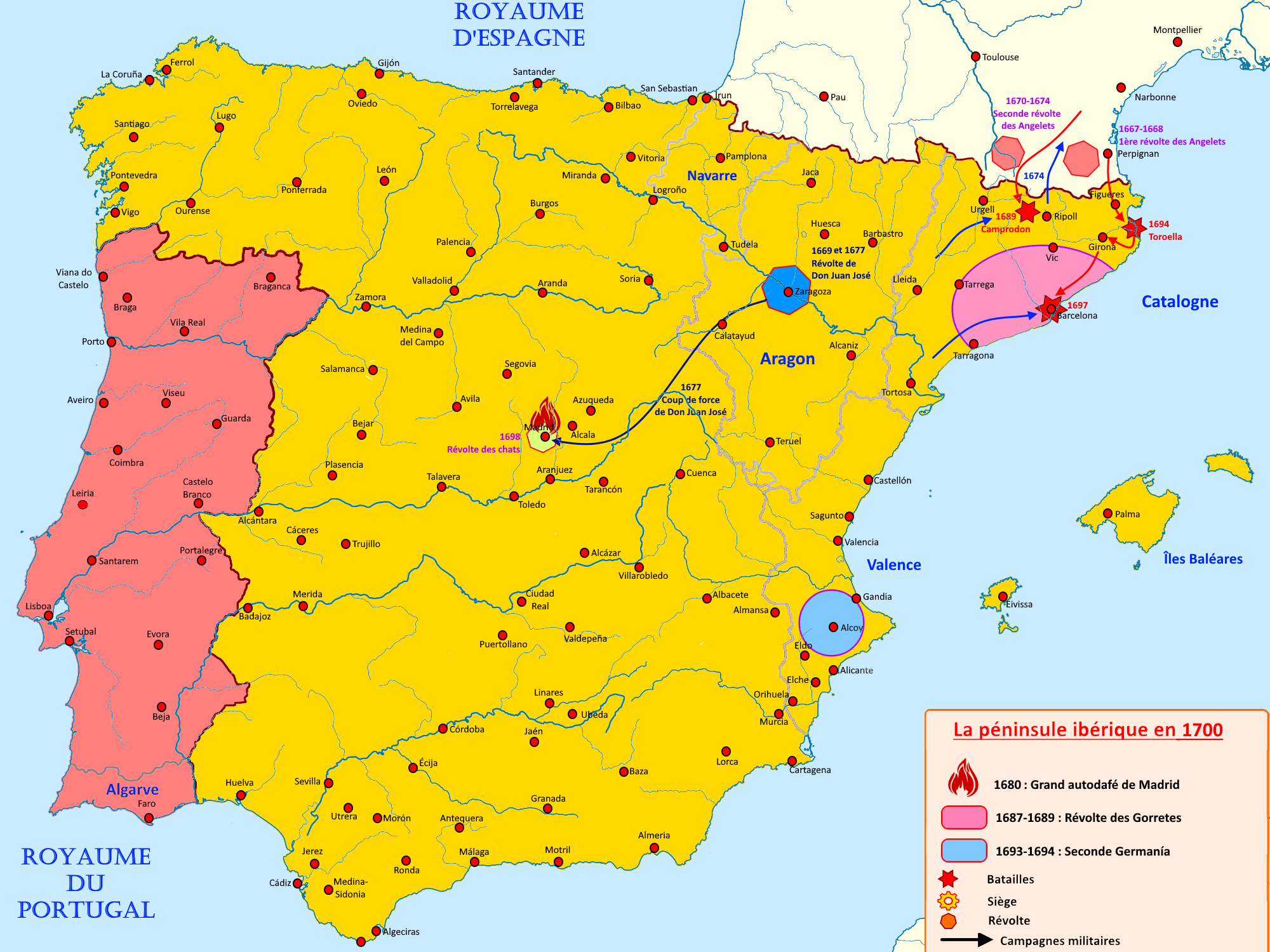
L'Espagne sous Charles II

## L'arrivée des Bourbons: Philippe V et la Guerre de Succession
Conformément aux dispositions testamentaires de Charles II, Philippe d'Anjou, petit-fils de Louis XIV, devient roi d'Espagne sous le nom de Philippe V en 1700. Les différents royaumes d'Espagne l'acceptent et lui jurent fidélité. En revanche, cette succession, qui semble jeter les bases d'une alliance franco-espagnole, inquiète les autres puissances européennes et, en 1702, l'Angleterre, les Pays-Bas, la Prusse, l'Autriche, le Piémont et le Portugal constituent une coalition, la Grande Alliance de la Haye.
La guerre n'arrive sur le territoire espagnol qu'en 1704. Après un échec à Cadix, les troupes anglo-hollandaises de Charles de Habsbourg, prétendant à la couronne d'Espagne, débarquent à Lisbonne et attaquent l'Estrémadure, sans succès. Elles subissent un nouvel échec lors de la tentative de prise de Barcelone et remportent leur premier succès lors de la prise de Gibraltar.
En 1705, des représentants catalans signent avec les Anglais le pacte de Gênes, trahissant ainsi leur serment de fidélité au roi Philippe V. L'Espagne se divise alors entre les partisans de Philippe V et ceux de Charles V, le prétendant : les anciens territoires de la couronne de Castille appuient le roi légitime tandis que ceux de la couronne d'Aragon lui préfèrent le prétendant autrichien, malgré les allusions à l'origine carolingienne des Marches hispaniques du parti pro-Borubon : « Felipe V no es extraño sino patricio, natural y buen catalán cuando la real sangre que alimenta sus venas ha salido de los cristales transparentes de este prerenne y claro frente de nobleza del Principado de Cataluña […] El rey de Francia, Pepino, hijo de Carlos Martel y padre de Carlomagno envió a Cataluña para gobernar a su sobrino Wilfredo. » (« Philippe V n'est pas un étranger mais un patricien, naturel et bon catalan puisque le sang royal qui nourrit ses veines est sorti des transparents cristaux de ce permanent et clair front de noblesse de la Principauté de Catalogne (…). Le roi de France Pépin, fils de Charles Martel et père de Charlemagne, envoya en Catalogne, pour la gouverner, son neveu Wilfred. »)
Dans le royaume de Valence, Philippe V est rejeté non seulement du fait de son origine française mais également à son supposé appui aux intérêts de la noblesse castillane. Ainsi en témoigne le cri des 47 soldats de la Relación de Miqueletes de Villarreal qui partent pour combattre aux côtés des Autrichiens : « Ni França ni Espanya, sinó visca la terra y muyra malgovern. » (« Ni la France, ni l'Espagne, mais vive la terre et mort au mauvais gouvernement. »)
Cependant, la véritable importance de ce conflit successoral est probablement la confrontation des intérêts pour le commerce avec l'Amérique entre les monarchies française et espagnole d'une part et les monarchies anglaise et hollandaise d'autre part.
Voici deux extraits de La folie hollandaise qui l'attestent : « Todo se lo llevarían los ingleses y los holandeses y no serviría de nada aquel vasto mundo a los españoles a quienes ha costado tantos trabajos, tanta sangre y tantas vidas. » (« Les Anglais et les Hollandais emporteraient tout et tout ce vaste monde ne servira à rien aux Espagnols auxquels il a coûté tant de travaux, tant de sang et tant de vies. ») et « Todos saben que los holandeses no desean sino enflaquecer la Monarquía de España, pues de ciento y cuarenta años a esta parte, su aplicación principal ha sido trabajar en su abatimientos. » (« Tout le monde sait que les Hollandais ne veulent qu'affamer la Monarchie espagnole puisque depuis 140 ans, sa principale application a été de travailler à son rabaissement. »)

Cessions territoriales par les traités d'Utrecht (1713).

Les traités d'Utrecht (1713) donnent raison aux deux partis. Les domaines européens de l'Espagne sont réduits et font l'objet d'un partage entre différents pays : Minorque et Gibraltar pour l'Angleterre, la Sicile pour la France, Milan, Naples et la Sardaigne pour l'Autriche, la barrière flamande pour les Pays-Bas, etc. De plus, l'Espagne perd le monopole du commerce avec l'Amérique. Le royaume prend l'aspect que nous lui connaissons aujourd'hui, à l'exception de Minorque et des colonies américaines.
Même si Philippe V et Charles de Habsbourg comptaient des partisans dans les deux Couronnes, la majeure partie des Castillans penchent pour le roi français et la couronne d'Aragon pour le prétendant autrichien. L'objectif du pari de l'Aragon (principalement en Catalogne) était un bénéfice d'influence sur l'ensemble de l'Espagne par le biais de la couronne royale. (réf.?) En 1705, le parti apparemment gagnant est celui de l'archiduc Charles. Il faut cependant ajouter l'expérience négative du joug français pendant les années 1641 à 1652, quand la Généralité s'était volontairement soumise à la France en nommant Louis XIII comte de Barcelone. Du point de vue castillan, au-delà de la réelle légitimité de Philippe d'Anjou, l'expérience des Habsbourg dans les aspects économiques et fiscaux n'était pas très bonne. (réf.?)
Après la défaite du prétendant autrichien à la succession, le roi Philippe V publie les décrets de Nueva Planta, au fur et à mesure de l'occupation des territoires par ses troupes, les décrets étant différents suivant le territoire auquel ils s'appliquent. Ils sont publiés pour l'Aragon et Valence en 1707, modifiés pour l'Aragon en 1711, publiés pour les Baléares en 1715 et publiés pour la Catalogne en 1716. En général, ces décrets, publiés en rétorsion de la rébellion, abolissent une partie des lois et droits particuliers du territoire sur lequel le souverain considère avoir maintenant droit de conquête. Certains historiens pensent que de cette façon, le nouveau roi Bourbon pose les bases fondamentales d'un processus d'unification politique, administrative et juridique de l'Espagne en appliquant aux Parlements (Cortes) les lois et coutumes de la Couronne de Castille. On ne peut néanmoins pas occulter que ces décrets contiennent des nuances selon le territoire auquel ils s'appliquent (la Catalogne maintient par exemple son droit civil et une partie de ses lois et institutions tandis que Valence est obligée d'adopter la totalité des lois castillanes). Dans le cas de territoires comme le Val d'Aran, la Navarre ou les provinces vascongadas, restées loyales au roi Philippe, les fueros locaux sont maintenus.

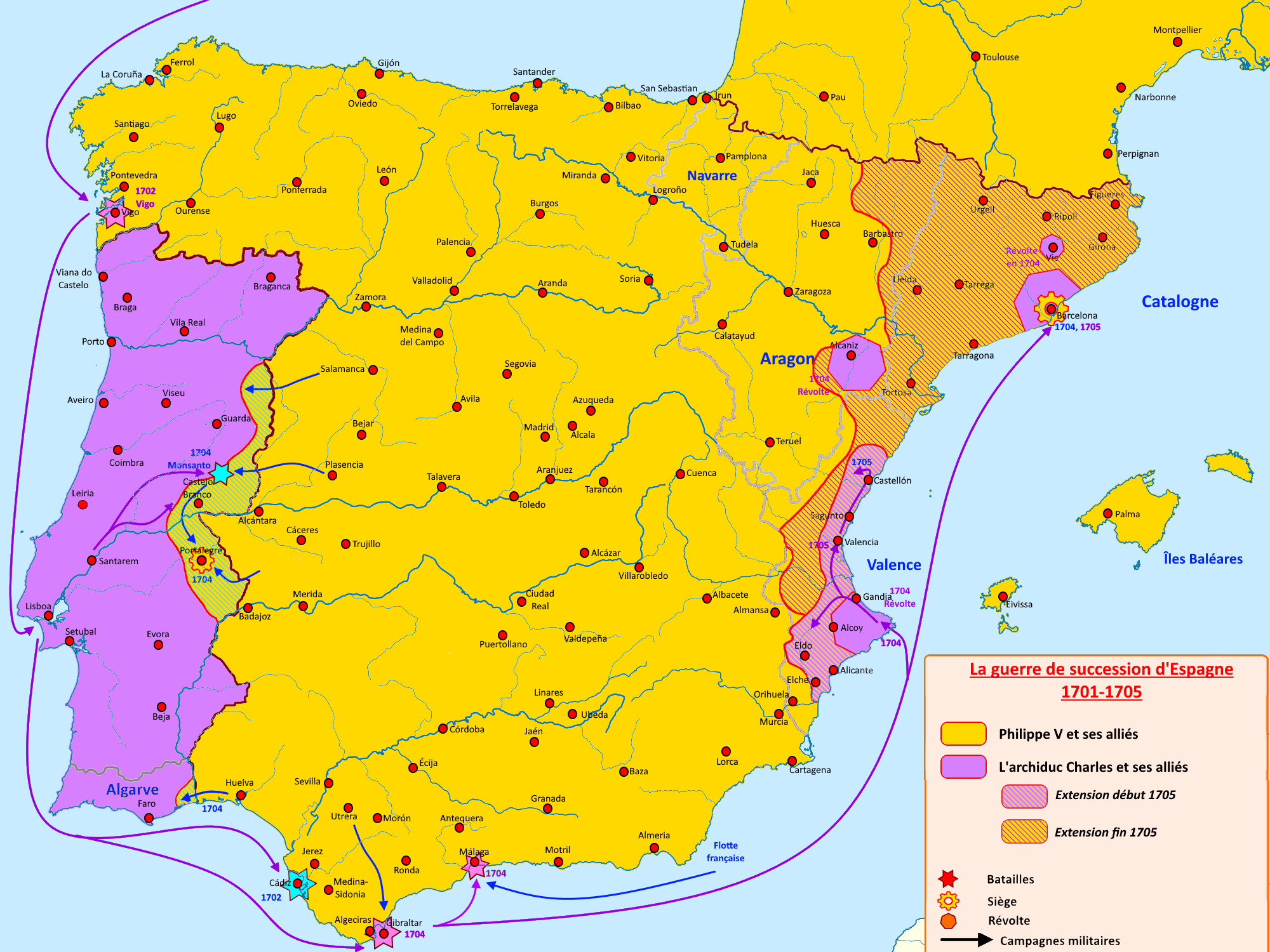
La guerre de succession d'Espagne, 1701-1705
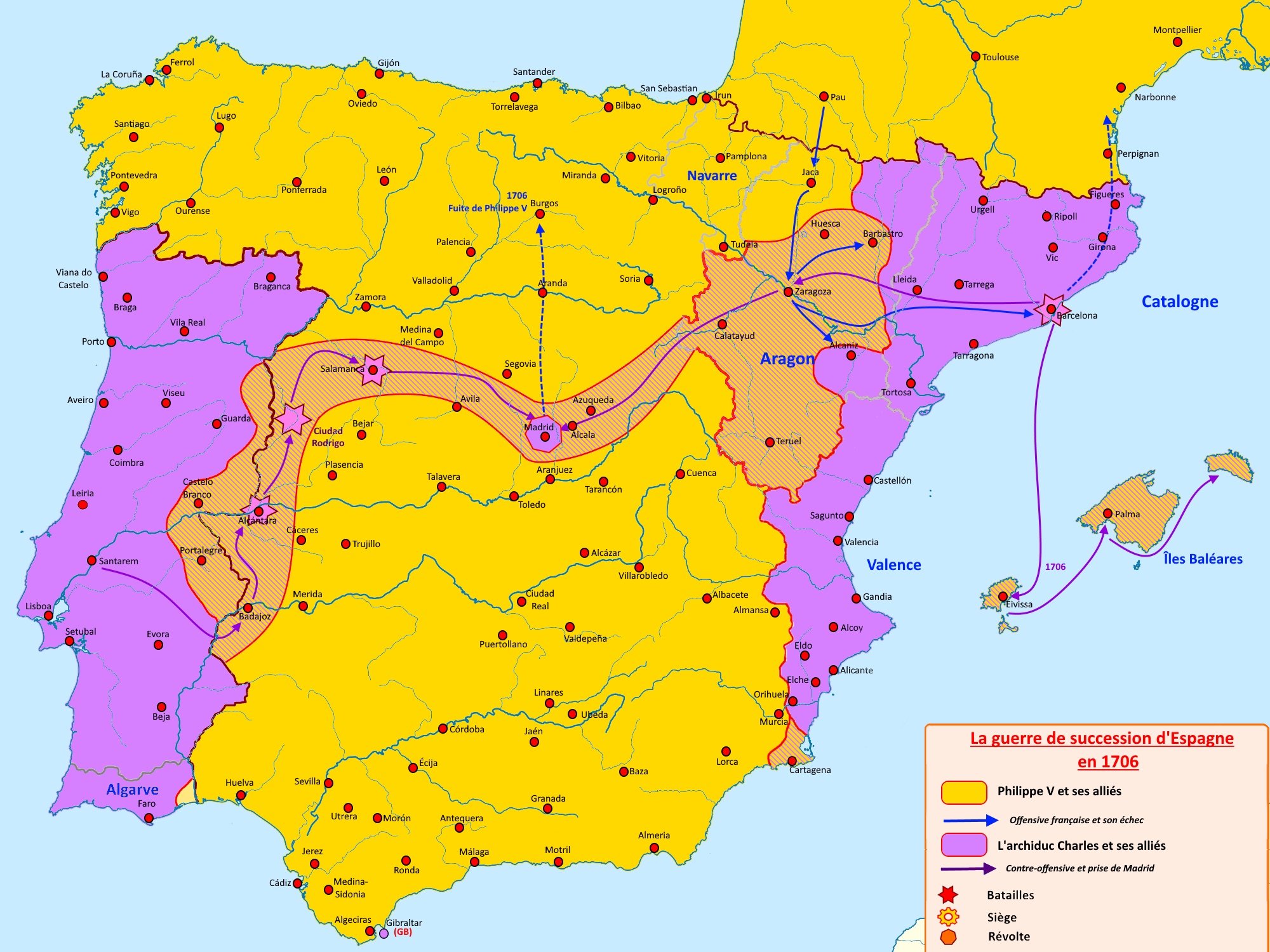
Carte de la guerre de succession d'Espagne en 1706
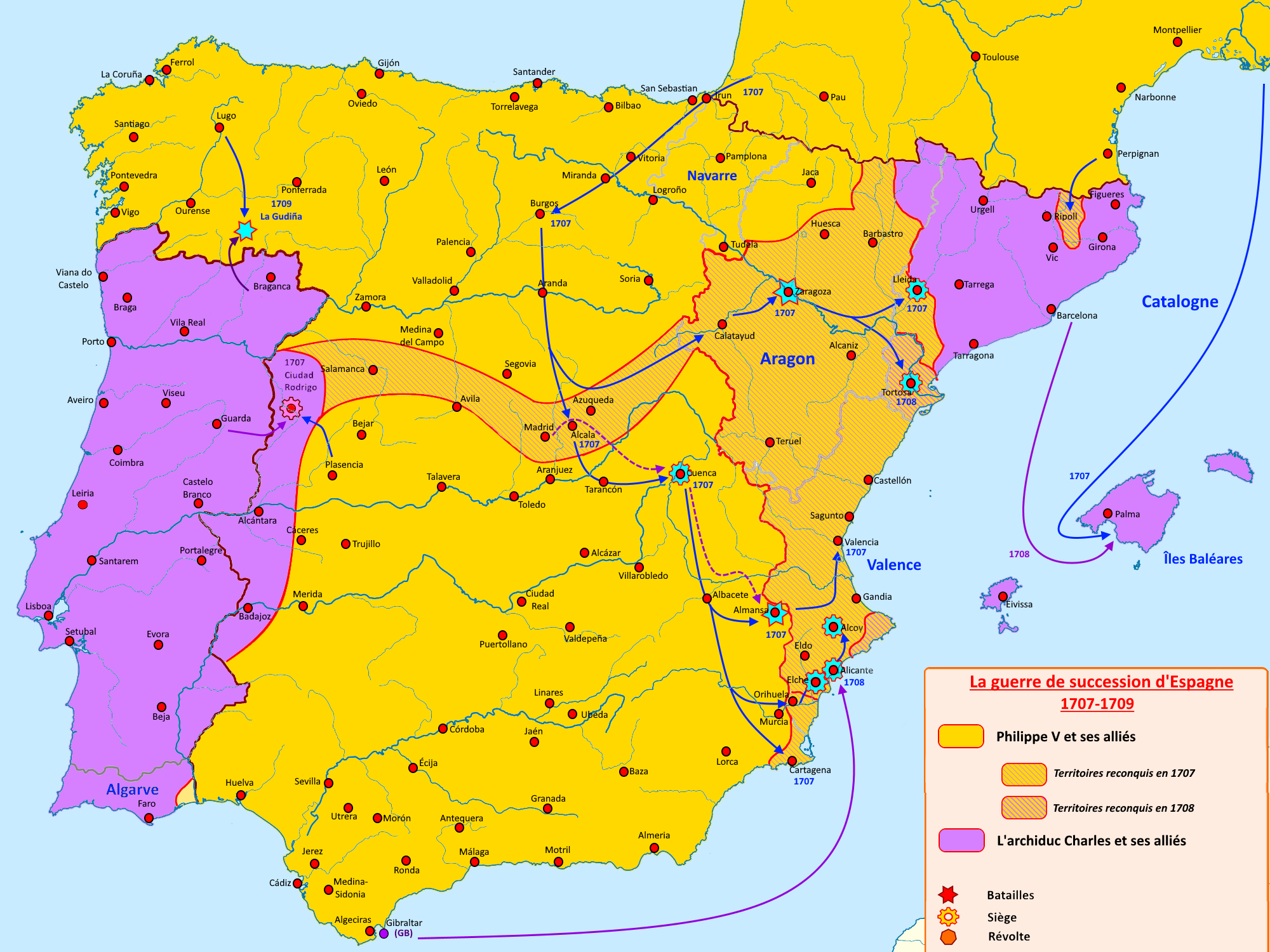
Carte de la guerre de succession d'Espagne de 1707 à 1709
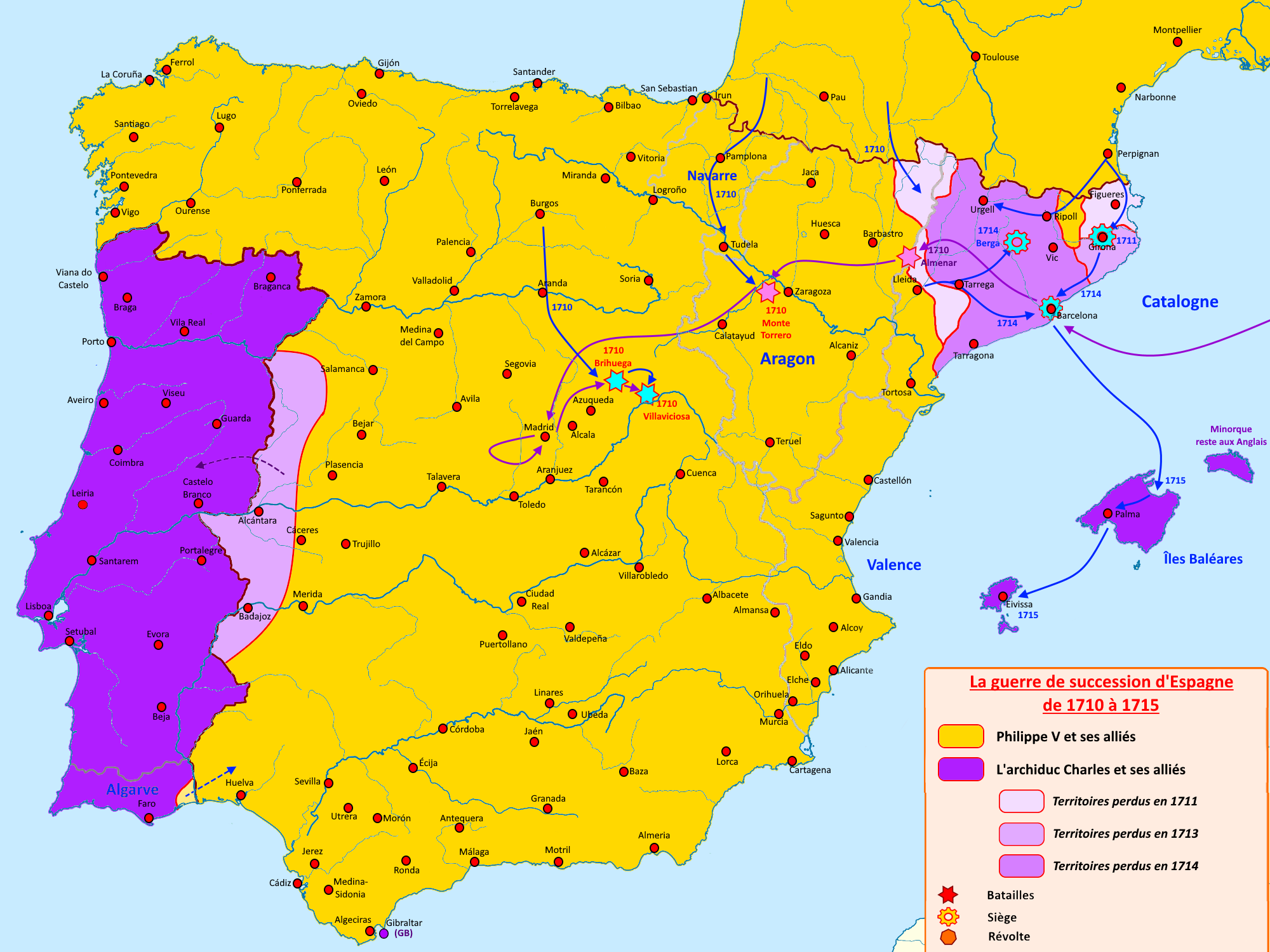
Carte de la guerre de succession d'Espagne de 1710 à 1715

## Époque contemporaine

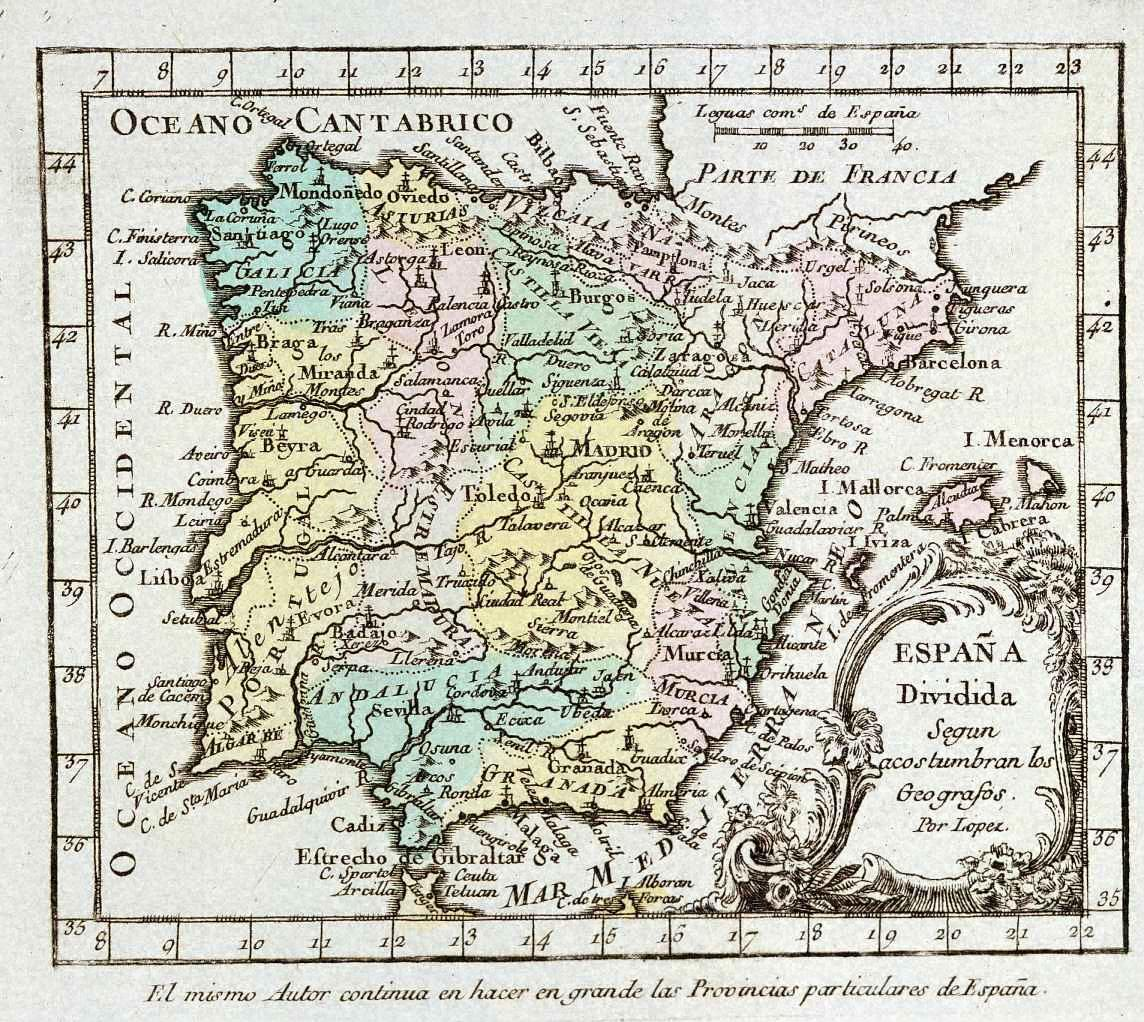
L'Espagne divisée selon le fond des géographes (Tomás López, 1757).

Après la signature de la paix d'Amiens en 1802, l'île de Minorque est incorporée à l'Espagne et, pour la première fois, tout le territoire espagnol actuel est gouverné par le même parlement. Cependant, jusqu'à la reine Isabelle II, les monarques espagnols continuent à utiliser leur titulature complète et la forme abrégée de « roi (ou reine) des Espagnes et des Indes ».

### La Constitution de 1808
La Constitution de Bayonne de 1808 est la première constitution promulguée en Espagne. Cependant, beaucoup d'historiens ne la considèrent pas comme une constitution mais comme une Charte octroyée puisqu'elle fut pratiquement imposée par Napoléon Ier.
Pour la première fois dans l'histoire d'Espagne, il est établi, par l'article 4, que le roi utilisera seulement son titre abrégé : « En todos los edictos, leyes y reglamentos, los títulos del Rey de las Españas serán: D. N…, por la gracia de Dios y por la Constitución del Estado, Rey de las Españas y de las Indias. » (« Dans tous les édits, lois et règlements, les titres du Roi des Espagnes seront: D. N…., par la grâce de Dieu et par la Constitution de l'Etat, roi des Espagnes et des Indes. »)
Bien que cette constitution plaide pour la suppression des barrières douanières intérieures, elle laisse cependant ce point en suspens en indiquant, dans son article 144 : « Los fueros particulares de las provincias de Navarra, Vizcaya, Guipúzcoa y Alava se examinarán en las primeras Cortes, para determinar lo que se juzgue más conveniente al interés de las mismas provincias y al de la nación. » (« Les lois particulières des provinces de Navarre, Biscaye, Guipuzcoa et Alava seront étudiées lors des premières  Cortes pour décider ce qu'on juge le plus convenable pour l'intérêt de ces provinces et de la nation. »)

### La Constitution de 1812
La Constitution espagnole de 1812, adoptée à Cadix alors seul territoire de l'Espagne non occupé par les troupes napoléoniennes, définit une organisation territoriale de l'Espagne en régions et provinces avec un certain degré de décentralisation administrative. Le gouvernement de l'État est organisé par les Diputaciones (préfectures) et les mairies et on prévoit le statut de « chef politique supérieur » (jefe político superior), désigné par le roi, auquel seraient confiés le gouvernement politique des provinces et la présidence des mairies. C'est une exception du principe électif, une interférence du pouvoir central dans les institutions locales et un précédent de la figure de Gouverneur Civil (Préfet). Aux Cortes de Cadix sont représentées les provinces espagnoles, des territoires américains et des îles Philippines. Dans la constitution adoptée, les seigneuries juridictionnelles sont abolies et la division entre territoires de domaine royal et de domaine seigneurial disparaît.
L'application de ces deux constitutions - 1808 et 1812 - fut de très courte durée.

### Ferdinand VII et Isabelle II
À son retour en Espagne, le roi Ferdinand VII utilise sa titulature complète en conservant comme formule abrégée « Roi des Espagnes et des Indes ». Sa fille, Isabelle II, sous la régence de sa mère, utilise aussi tous ses titres jusqu'à la promulgation de la Constitution de 1837 dont le préambule spécifie : « Doña Isabel II, por la gracia de Dios y la Constitución de la Monarquía española, Reina de las Españas; y en su Real nombre, y durante su menor edad, la Reina viuda su madre Doña María Cristina de Borbón, Gobernadora del Reino. » (« Doña Isabelle II, par la grâce de Dieu et de la Constitution de la Monarchie espagnole, reine des Espagnes et en son Royal nom et pendant sa minorité d'âge, la Reine veuve sa mère Doña Maríe Christine de Bourbon, Gouverneur du Royaume »).

#### La division provinciale de 1833
| \| Vascongadas Navarre León Vieille-Castille Nouvelle-Castille Galice Estrémadure Andalousie Asturies Murcie Aragon Catalogne Valence Îles Baléares \| Les régions historiques, définies par la Division territoriale de l'Espagne de 1833 (en) |
| Vascongadas Navarre León Vieille-Castille Nouvelle-Castille Galice Estrémadure Andalousie Asturies Murcie Aragon Catalogne Valence Îles Baléares                                                                                                |

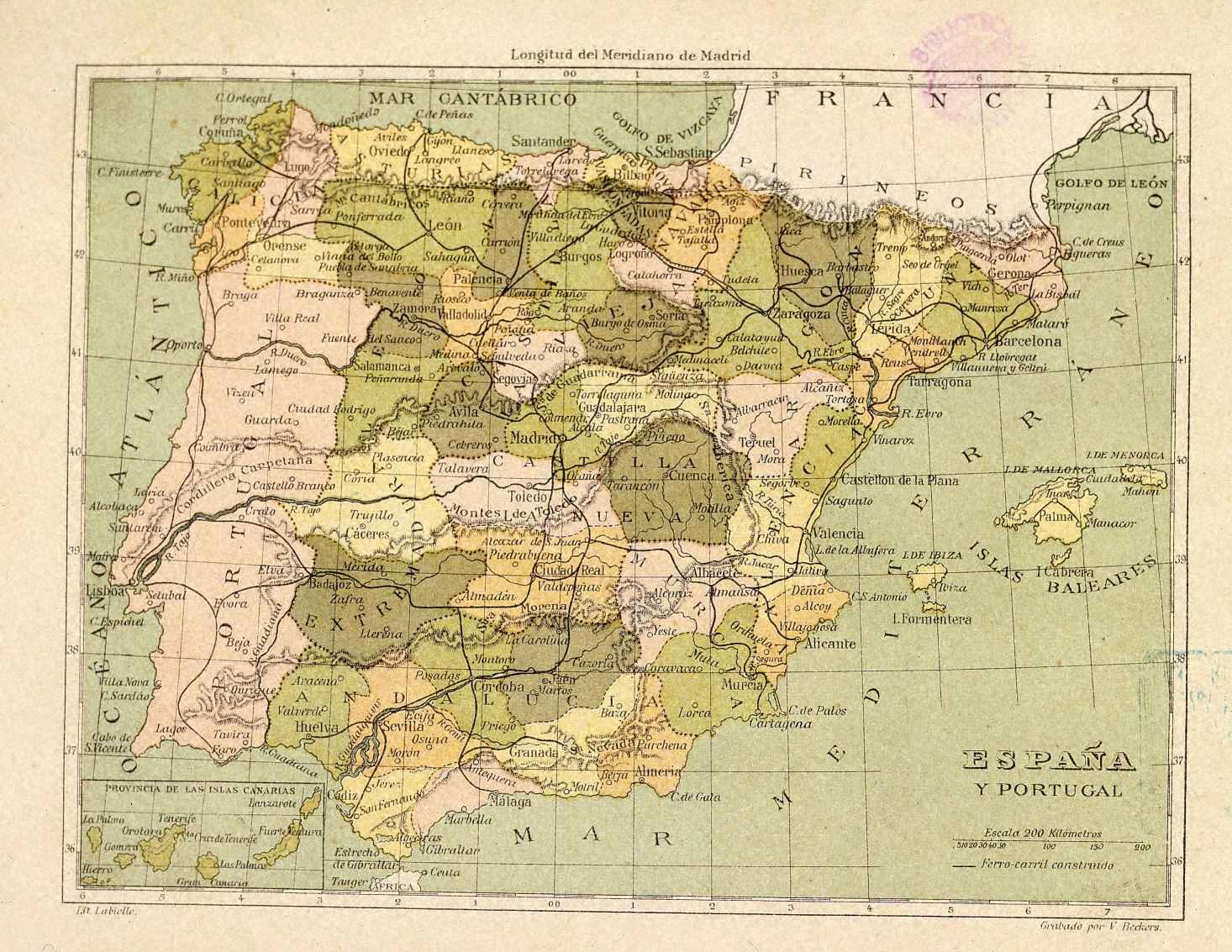
Division provinciale de l'Espagne (V. Beckers, 1850).

En 1833, l'organisation en royaumes et principautés en vigueur jusque-là est remplacée par une organisation uniquement provinciale, issues de région historiques. L'article II du décret royal du 30 novembre établit l'organisation suivante :
- L'Andalousie, formée par les royaumes de Cordoue, Grenade, Jaen et Séville, est divisée en huit provinces : Cordoue, Jaén, Grenade, Almería, Málaga, Séville, Cadix et Huelva.
- L'Aragon est divisé en trois provinces : Saragosse, Huesca et Teruel.
- La principauté des Asturies forme la province d'Oviedo.
- La Nouvelle-Castille reste divisée en cinq provinces : Madrid, Tolède, Ciudad Real, Cuenca et Guadalajara.
- La Vieille-Castille est divisée en huit provinces : Burgos, Valladolid, Palencia, Àvila, Segovia, Soria, Logroño et Santander.
- La Catalogne est divisée en quatre provinces : Barcelone, Tarragone, Lérida et Gérone.
- L'Estrémadure est divisée entre les provinces de Badajoz et de Cáceres.
- Le royaume de León entre celles de León, Salamanque et Zamora.
- Celui de Murcie entre celles de Murcie et Albacete.
- Celui de Valence entre les provinces de Valence, Alicante et Castellón de la Plana.
- Pampelune, Vitoria, Bilbao et Saint-Sébastien sont les capitales des provinces de Navarre, Àlava, Vizcaya et Guipuzcoa.
- Palma est la capitale des îles Baléares.
- Santa Cruz de Tenerife celle des îles Canaries.

#### Laley paccionada

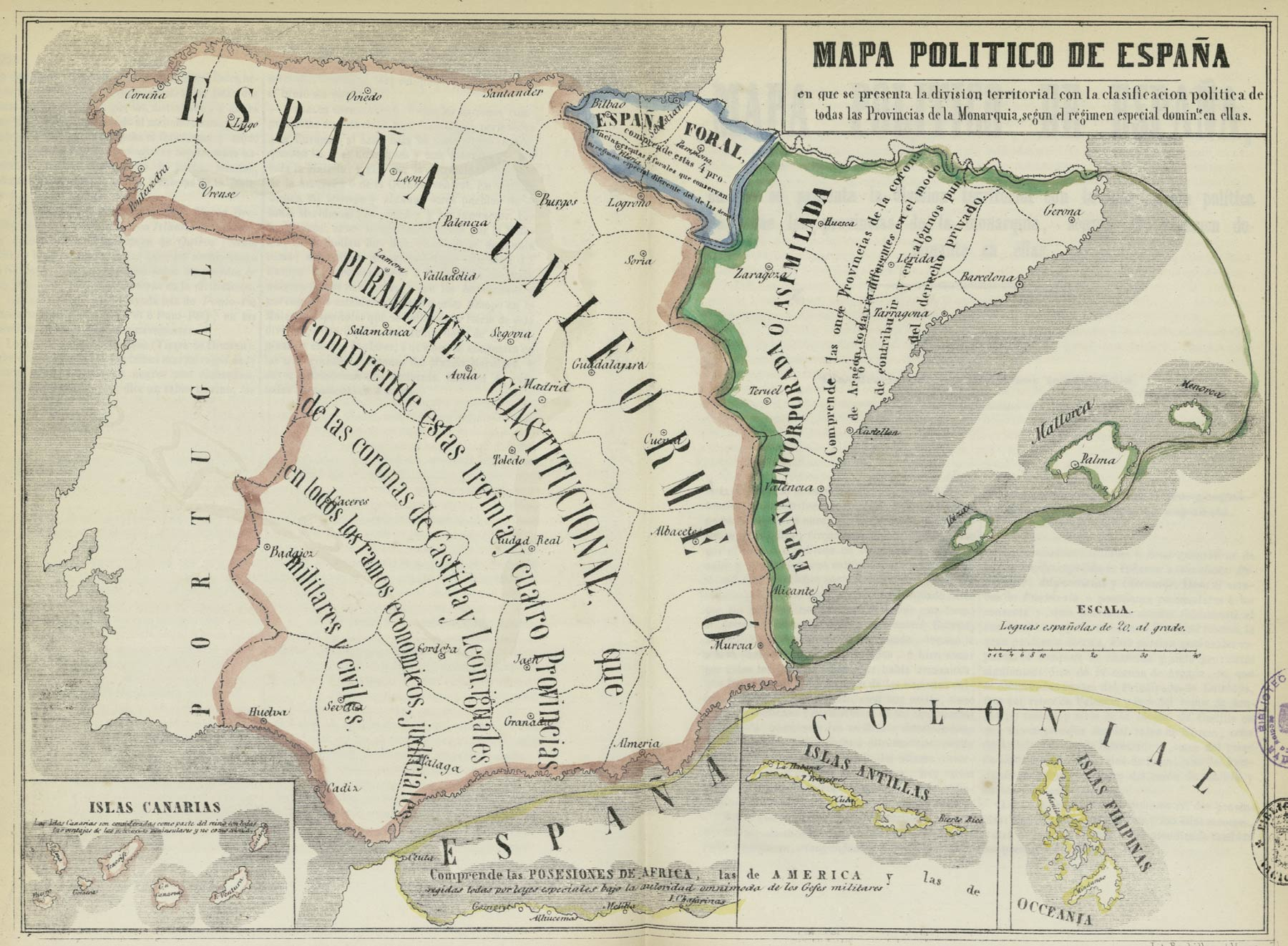
Division territoriale avec la classification politique de toutes les provinces de la monarchie, selon le régime spécial commun dans ces territoires (Jorge Torres Villegas, 1852).

À la fin de la première guerre carliste, dans la Convention d'Ognate, le général Espartero promet le maintien des fueros de Navarre. Il en résulte la Ley Paccionada par laquelle la Navarre cesse d'être un royaume pour devenir une province qui conserve certains de ses privilèges.
Comme on peut le voir sur la carte, extraite de Cartografía hispano-científica o sea los mapas españoles: en que se representa a España bajo todas sus diferentes fases de D. Francisco Jorge Torres Villegas, imprimée à Madrid en 1852 et 1857, l'Espagne peut désormais être considérée comme l'union d'une Espagne uniforme ou purement constitutionnelle - les anciens territoires de la Couronne de Castille -, d'une Espagne Incorporée ou assimilée - les anciens territoires de la Couronne d'Aragon - et d'une Espagne forale, formée par la Navarre et les provinces vascongadas (Biscaye, Guipuzcoa et Alava).

### La révolution de 1868
Après la révolution de septembre 1868 qui a conduit à la déposition de la reine Isabelle II, on commence à utiliser officiellement le mot Espagne au singulier. Les pièces de monnaie de l'époque portent la légende España.

### Amédée de Savoie
Amédée de Savoie est le premier roi à employer la dénomination officielle de Rey de España (roi d'Espagne).

## Histoire récente
En 1975, le Sahara espagnol est décolonisé et l'Espagne occupe désormais son extension territoriale actuelle.
La Constitution espagnole de 1978 créa les « communautés autonomes ». L'État se décentralise progressivement en déléguant des compétences à ces communautés autonomes.